# نيشان العائلة لليلى عتما
نيشان العائلة لليلى عتما (بالملايوية: Darjah Kerabat Laila Utama Yang Amat Dihormati)‏ هو وسام من بروناي. نشأ في 1 مارس 1954 من قبل السلطان عمر علي سيف الدين الثالث.